# Cerro de la Virgen (Argentina y Chile)
El cerro de la Virgen es una montaña situada en la frontera entre Argentina y Chile, en la provincia del Chubut y la comuna de Palena, región de Los Lagos. Fue nombrado así por el ingeniero argentino Gunnar Lange en 1902 en su carta que fue usada en el laudo de tal año. Es el nacimiento del río El Salto. Hasta 1966, Chile reclamaba la totalidad del cerro, mientras que Argentina lo situaba como fronterizo en la disputa limítrofe del río Encuentro-Alto Palena. Lange confundió el río El Salto con el Encuentro, situando el origen de éste último en el cerro de la Virgen. Sin embargo, este río nace del picacho de la Virgen, el cual fue nombrado así posteriormente al cerro homónimo. Con el fallo de 1966, quedó establecido como limítrofe.
Alcanza una altitud de 1833 metros sobre el nivel del mar, con una prominencia de aproximadamente 135 metros sobre el terreno circundante. La base de la montaña tiene una extensión aproximada de 1,2 km.

## Características
El relieve en los alrededores del cerro es variado. El punto más alto de la zona alcanza los 2050 metros y se encuentra a 19,2 km al este del cerro.
La densidad de población en las inmediaciones es menor a 2 habitantes por kilómetro cuadrado y no existen localidades cercanas. En la región predominan los paisajes montañosos.
La vegetación en torno al Cerro de la Virgen está compuesta mayoritariamente por bosque mixto. El clima es de tipo continental, con una temperatura media anual de 2 °C. El mes más cálido es febrero, con 12 °C, y el más frío junio, con −6 °C.
La precipitación media anual alcanza los 3085 mm, siendo diciembre el mes más lluvioso (350 mm) y septiembre el más seco (169 mm).